# Marieke van Ginneken
Marieke Eefje van Ginneken (Papendrecht, 7 september 1979) is een Nederlandse zangeres. Ze was in het seizoen 2002/2003 een deelnemer aan het televisieprogramma Idols. Ze is de zus van Aukje van Ginneken.

## Biografie
Van Ginneken heeft van haar 15de tot haar 20e zangles gehad op muziekschool de Nieuwe Veste in Breda. Ondertussen was ze ook in bandjes gaan zingen.
Vanaf 2000 zong Van Ginneken met Femke Blakborn en Judith Kamminga in meidengroep She Said van producer Eeg van Kruysdijk en manager Peter Willigendaal. Platengigant Warner Music toonde interesse en in februari 2002 lag de eerste single Don't you know why in de winkel. Ondertussen had de groep ook de door Eeg van Kruysdijk geproduceerde titelsong van Assepoester 2 ingezongen voor Disney, Put it together genaamd. De plaat werd regelmatig gedraaid op tv en op radio. Wegens een reorganisatie sloot Warner Music echter haar Nederlandse kantoor en stopte dus ook met de nationale portefeuille aan artiesten waaronder ook Krezip, Ilse de Lange en Postman. In september 2002 besloten ze te stoppen met She Said.
Van Ginneken volgde de opleiding Sociaalpedagogische hulpverlening (SPH), waarvoor zij stage liep bij meervoudig gehandicapte kinderen en op een ZMLK-school.
Van Ginneken gaf zich, op aanraden van een vriendin, op voor het tv-programma Idols. Ze wist door te dringen tot de finale-ronde en werd uiteindelijk zesde. Na Idols maakte ze haar eerste single, Just Be Happy. Dit nummer was de titelsong van de MMS-soap Jong Zuid. Het werd geschreven door John Ewbank. Dit nummer reikte tot de tiende plek in de Nederlandse Top 40.
Daarna kwam ze met haar tweede single I'm A Fool. Deze eindigde op de 23e plek in de Top 40. Omdat deze single geen top tien hit werd, verloor ze haar platencontract bij Dino Music en kon ze geen album maken.
Daarna begon ze aan een nieuwe baan. Ze ging werken in een jeugdinstituut, maar ze bleef zingen.
Nadat de media te horen kregen dat ze in de gevangenis werkte, kreeg ze weer meer succes. Ze werd gevraagd samen met haar zusje Aukje van Ginneken voor een sexy fotoreportage in de FHM. Daarin vertelden ze ook dat ze samen zouden gaan zingen. Het nummer Be Where You Wanna Be kwam in september 2005 uit, waarvoor Eeg van Kruysdijk de videoclip en live show produceerde. Ook was ze te zien in de televisieprogramma's Sterrenslag in de sneeuw, RTL Boulevard en Vara Live.
Naast het zingen vertolkte ze een gastrol in de serie Costa!.
In maart 2008 werd bekend dat Van Ginneken een van de leden is van de formatie Star Project. Alle leden van die formatie hebben aan een van de bekende talentenshows op televisie meegedaan.
Marieke van Ginneken en haar partner hebben een dochter en een zoon.
Op Sinterklaasgebied speelde Van Ginneken in twee voorstellingen met Sinterklaasfilmmaker Martijn van Nellestijn. Dit waren shows in 2007 en 2008.
In het voorjaar van 2013 blies ze haar zangcarrière nieuw leven in en deed ze mee met het programma The Next Pop Talent van SBS6.
Van Ginneken is in 2019 af en toe te horen als co-host in het radioprogramma De Wild in de Middag van Ruud de Wild waar ze dan invalt voor Cielke Sijben.

## Discografie

### Singles
- Don't You Know Why (2001, als She Said)
- Just Be Happy (2003), (NL Top 40: 9 wk / # 10)
- 5 Jaar en nog lang niet klaar (2003, als BNN & Friends)
- I'm A Fool (2004), (NL Top 40: 4 wk / # 23)
- Be Where You Wanna Be (2005, als Aukje & Marieke)

## Filmografie
- Costa de serie - Aflevering "Zon, zee, seks en het buurmeisje" (2004)
- Waterlanders (2007)

Ingesproken werk
- Jackie Chan Adventures (ingesproken personage: Jade)
- Shadowhunters: The Mortal Instruments - Clary Fairchild (seizoen 2 en 3)

Theater
- De Wonderlijke Eftelingshow 2004
- Het cadeau voor Sinterklaas - Sisint 2008 als zichzelf